# Puma del Vell Món
El puma del Vell Món (Puma pardoides) és una espècie extinta de mamífer carnívor de la família dels fèlids que visqué a Euràsia (incloent-hi allò que avui en dia és Catalunya) des del Pliocè superior fins al Plistocè inferior. Entre altres llocs, se n'han trobat fòssils al jaciment de Vallparadís Estació (Terrassa). Feia aproximadament 2 m de llargada i 80 cm d'alçada a la creu i es calcula que pesava entre 70 i 90 kg. Anteriorment relacionat amb el guepard pels científics, avui en dia es creu que era un parent proper del puma.